# Keltiberer

Keltiberer im nordöstlichen Spanien

Verteilungskarte der keltischen und iberischen Stämme um 300 v. Chr.

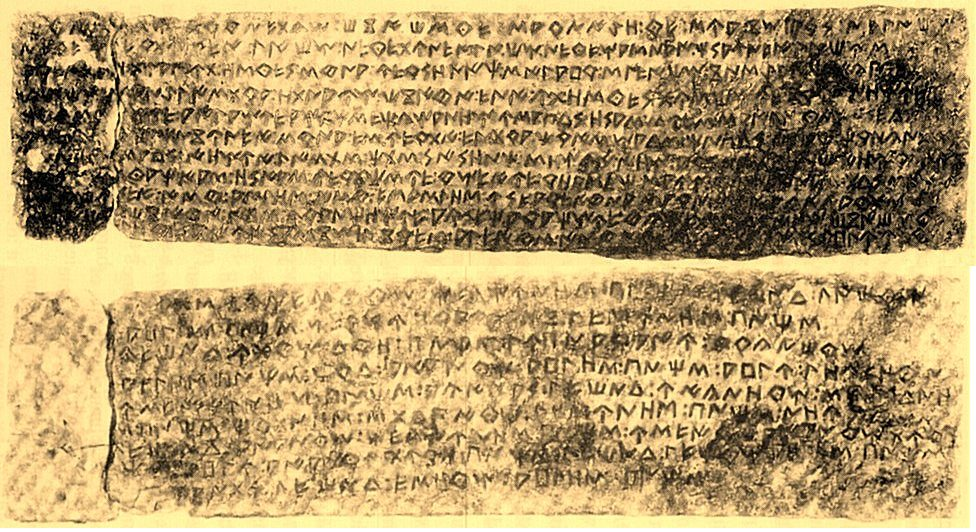
Bronzeplakette mit Inschrift

Als Keltiberer bezeichnet man im engeren Sinne eine Gruppe von Stämmen, die in vorrömischer Zeit im zentralen und nördlichen Spanien bzw. im Übergangsgebiet zwischen den iberischen Stämmen entlang der Mittelmeerküste der Iberischen Halbinsel und den keltischen Stämmen im Innern der Halbinsel lebte. Zu den Keltiberischen Stämmen werden gezählt: Arevaker, Titos, Beller, Lusonen und Pelendonen, manchmal auch Vaccaei, Carpetani, Olcades und Lobetani. Im weiteren Sinne ist damit fälschlich die Gesamtheit aller antiken keltischen und iberischen Stämme auf der gesamten Iberischen Halbinsel gemeint.

## Begriffskritik
Ob und wie weit die keltiberischen Stämme tatsächlich aus einer Vermischung zwischen Kelten und Iberern hervorgegangen sind oder im Wesentlichen eine der beiden Gruppen darstellen, ist unklar. Möglicherweise handelte es sich eher um eine Art Symbiose oder aber nur um eine verschiedene, nicht immer friedliche Wechselwirkungen umfassende Nachbarschaft mit gewisser gegenseitiger kultureller Beeinflussung. Die Bezeichnung „Keltiberer“ entspricht dem Befund, dass sowohl keltische als auch iberische Elemente erkennbar sind. Archäologische Funde brachten überwiegend metallische Gegenstände hervor, wie Pferdegeschirr und Waffen. Die gefundenen Schwerter sollen Vorbild für das römische Gladius gewesen sein. Eine Sprache der Keltiberer bzw. ein Sprachbund ist durch Inschriften (keltische Sprachzeugnisse in iberischer Schrift) und Ortsnamen spärlich belegt.
Von Chronisten werden die Keltiberer als kriegerisch beschrieben.
Im 2. Jahrhundert v. Chr. wurden sie von den Römern unterworfen. Zumindest die Iberer in den römischen Städten wurden in der Folge allmählich romanisiert, römische Bürger und später christianisiert. Im Gegensatz zu diesen assimilierten Iberoromanen (Hispano-Romanen) kämpften auf dem weniger romanisierten Land einige vor allem keltische Stämme noch zu Anfang des fünften Jahrhunderts gemeinsam mit den Bagauden und den Sueben gegen die römische Herrschaft.

## Geschichte
- 218 v. Chr. zogen viele Keltiberer und südfranzösische Gallier mit Hannibal nach Norditalien
- 197–179 v. Chr. Krieg gegen die Römer (Keltiberischer Krieg)
- 197–133 v. Chr. Krieg gegen die Römer (Spanischer Krieg)
- 133 v. Chr. vernichteten die Römer die Stadt Numantia, worauf ein langer Frieden folgte

Keltiberische Grabformen der Nekropole Herrería
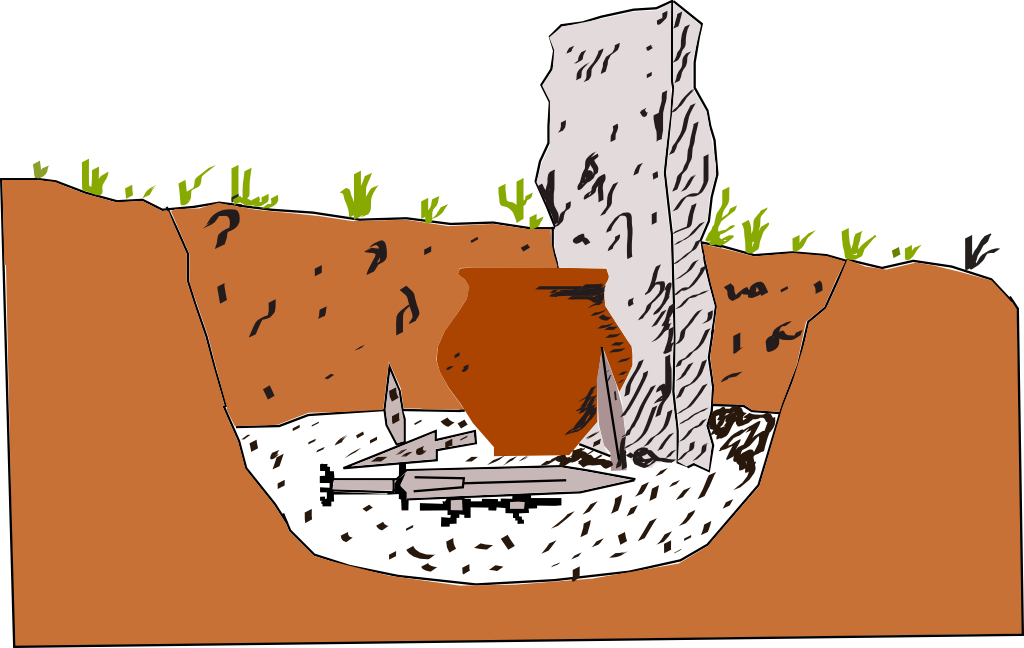
Schema eines keltiberischen Grabes
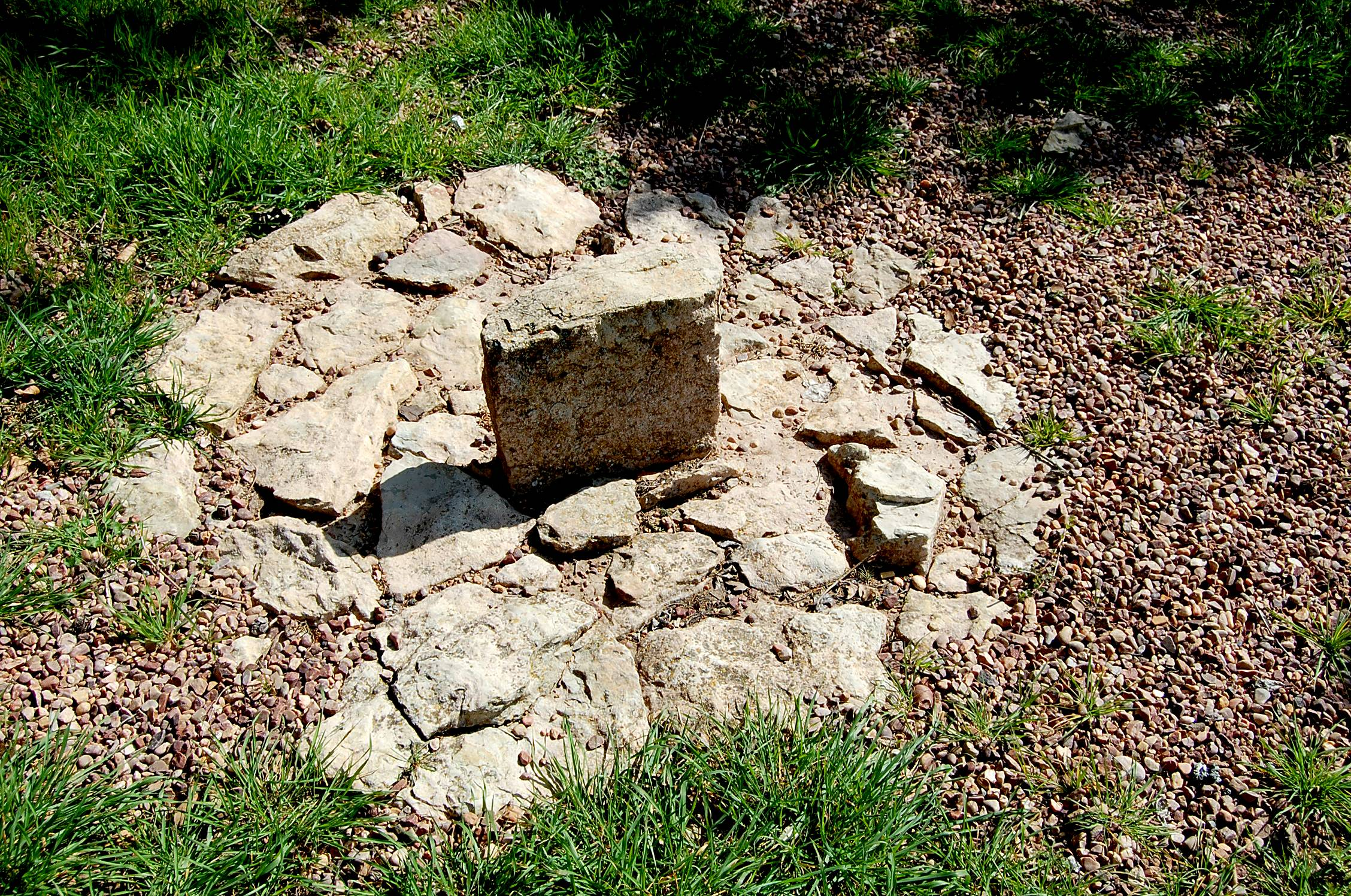
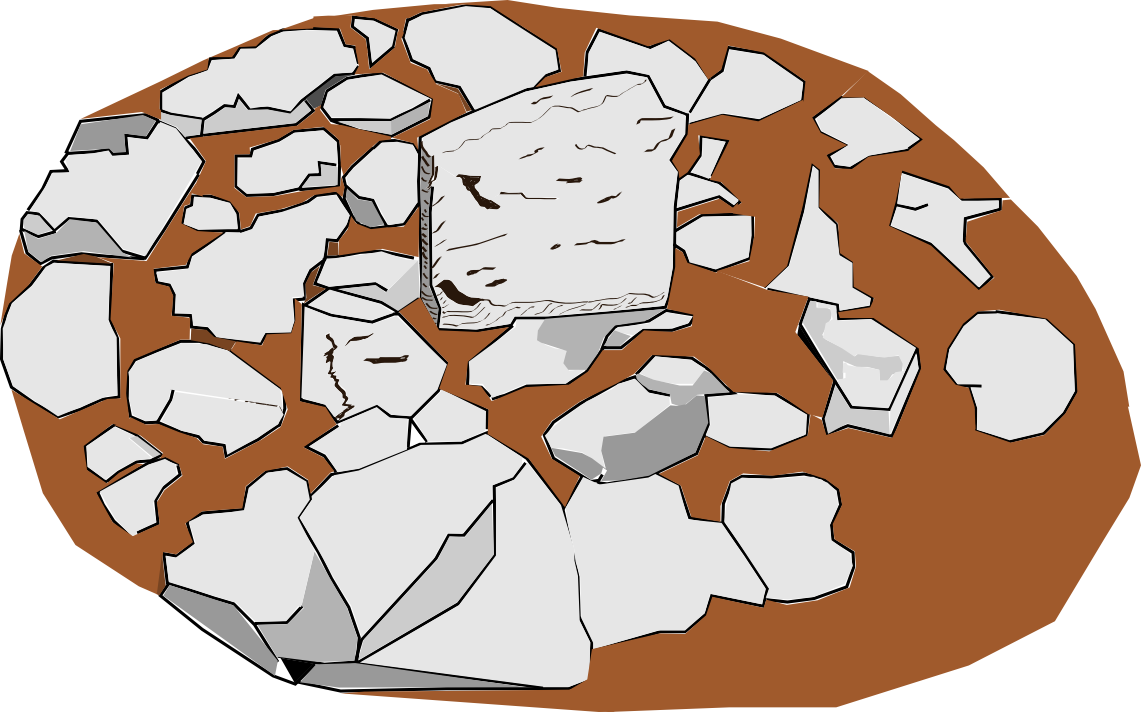
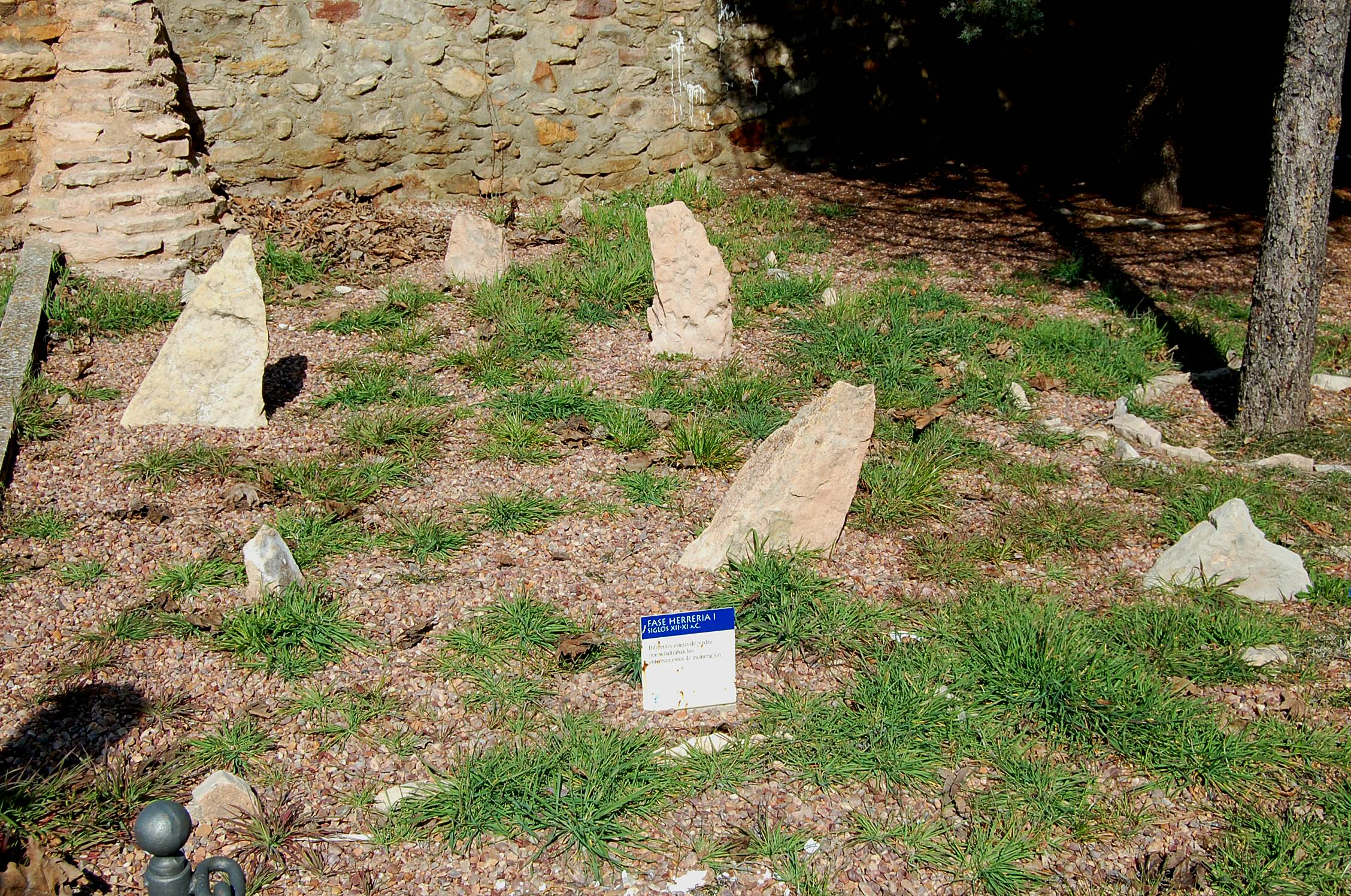
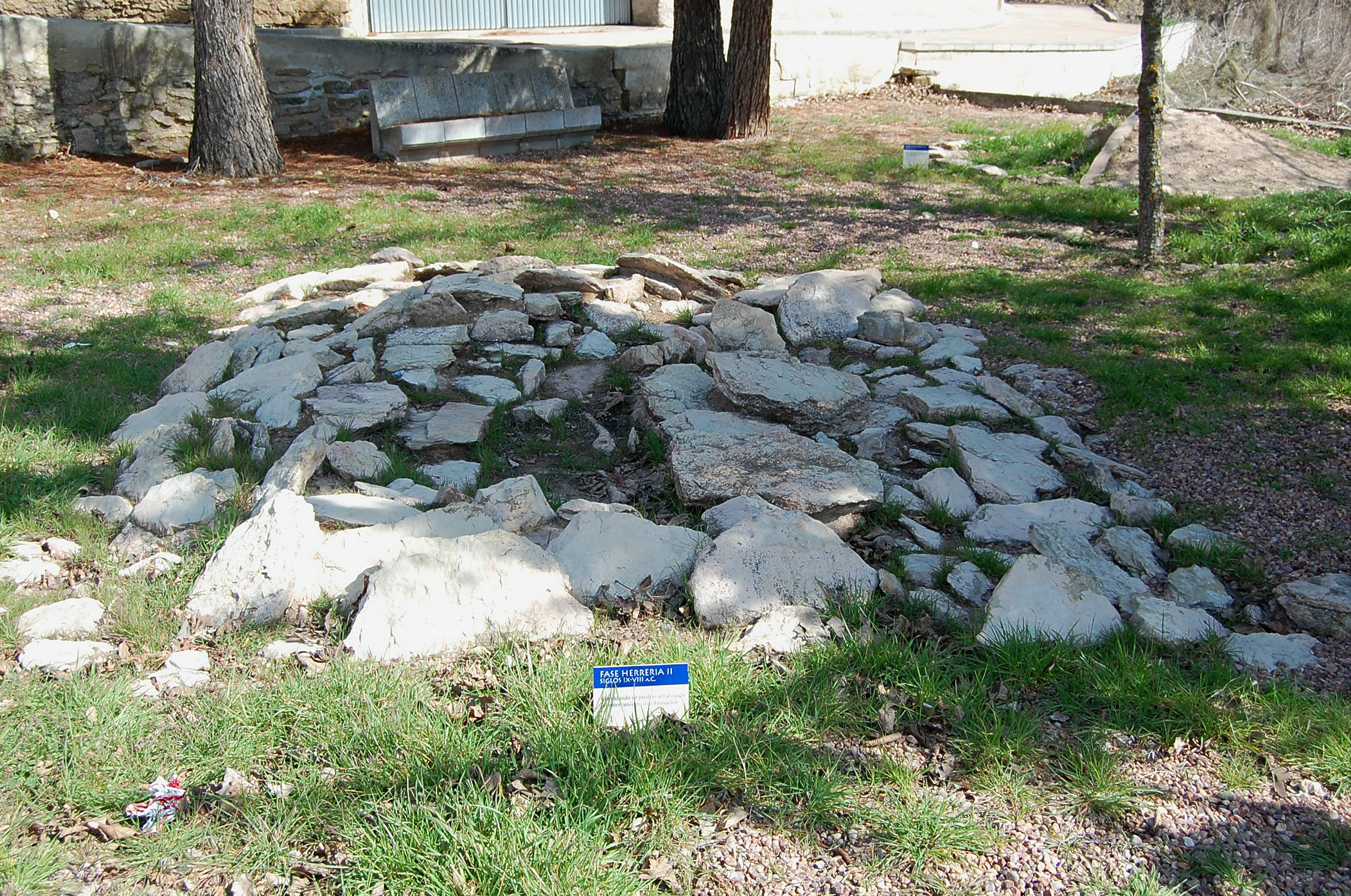
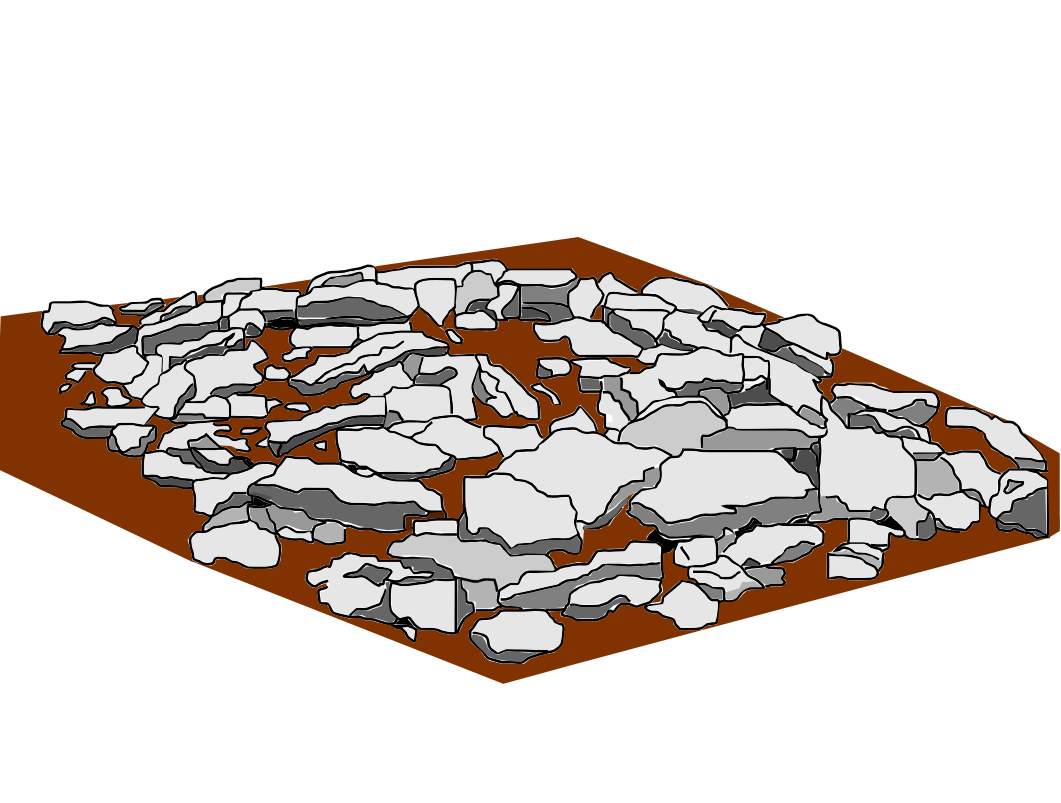
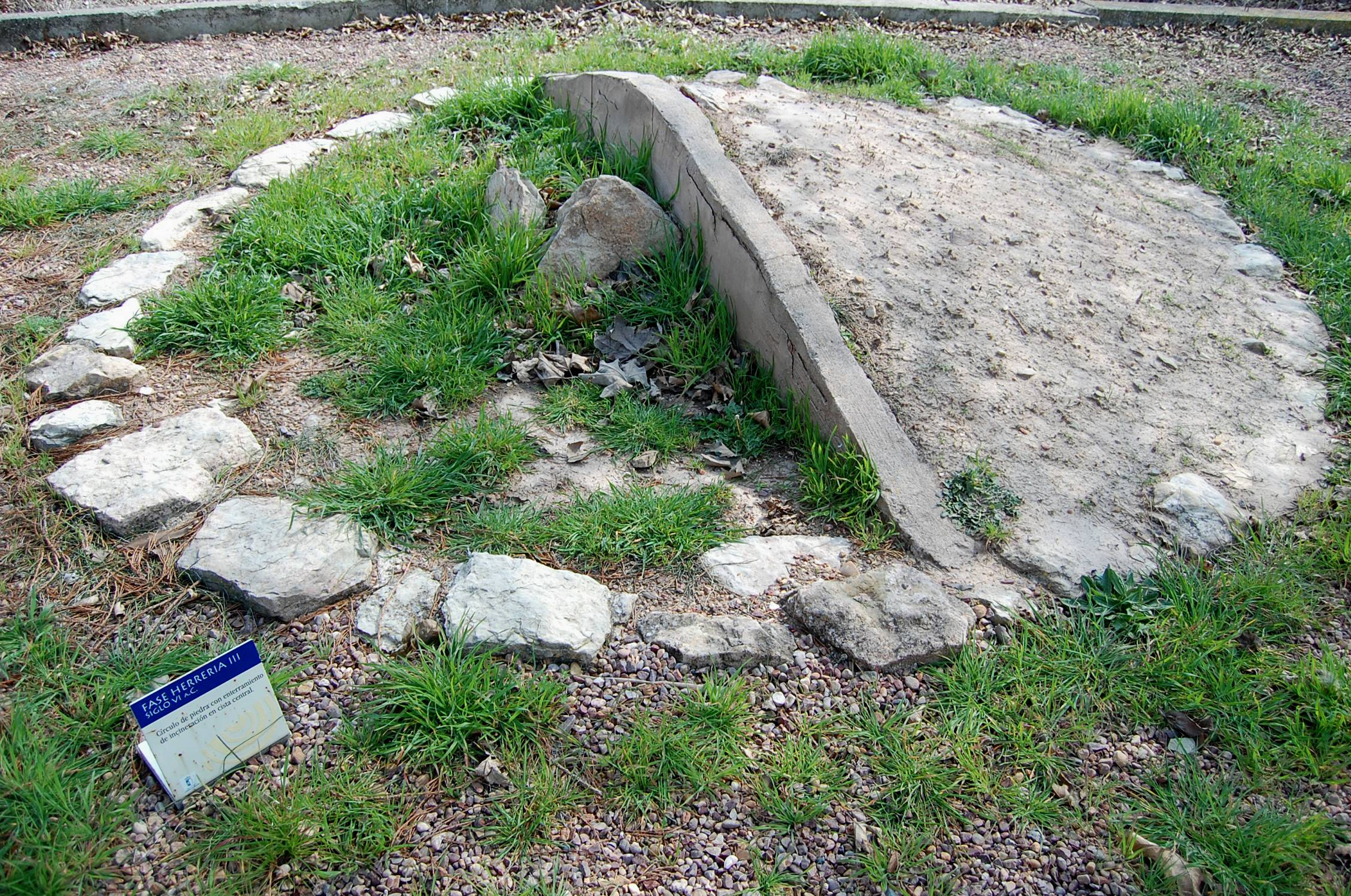
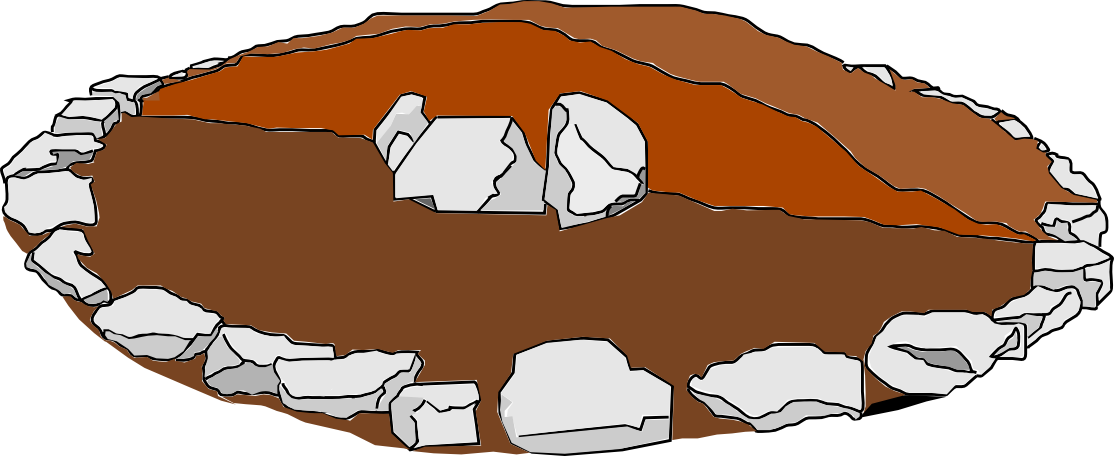
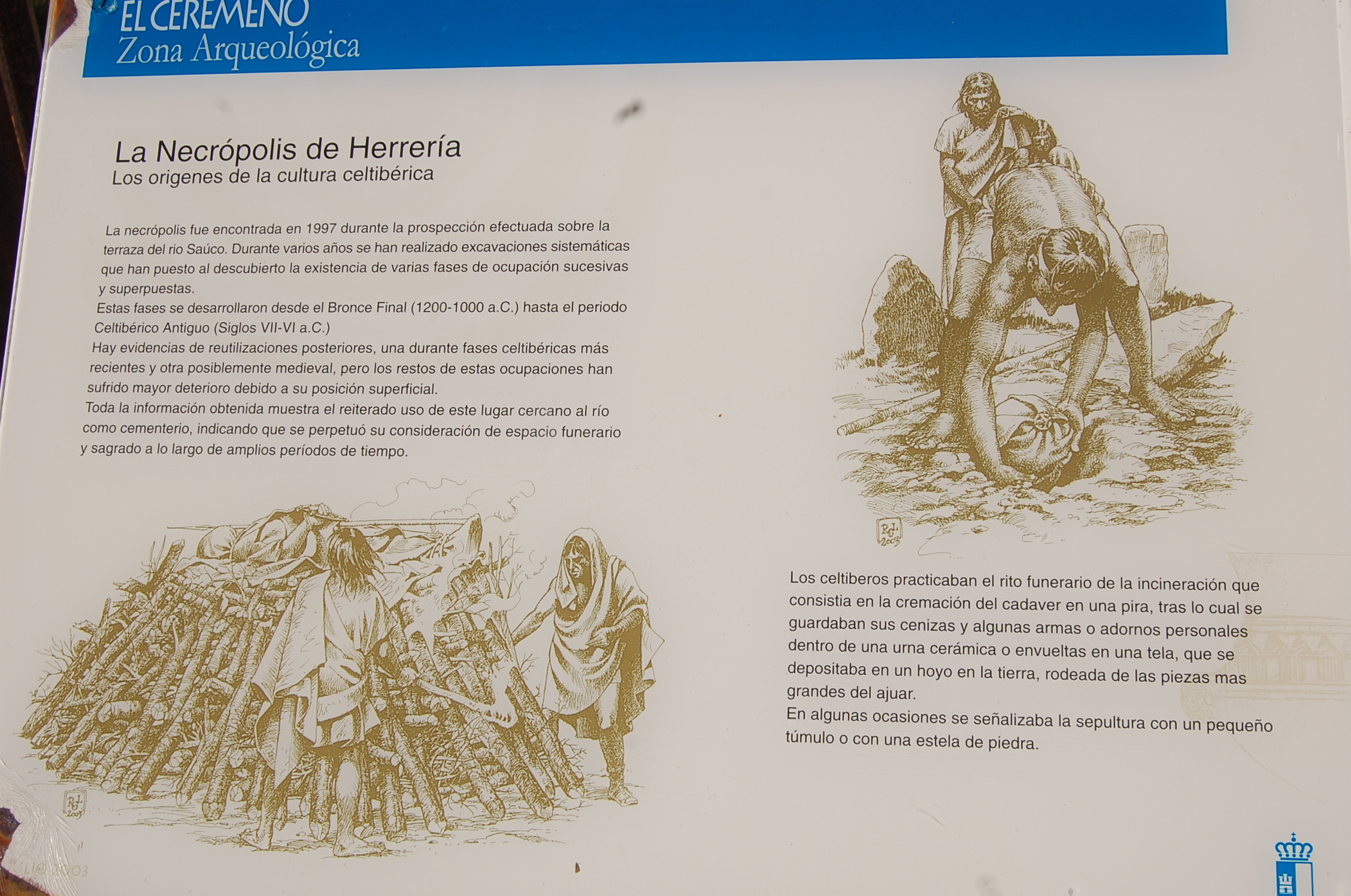

## Römische Auxiliareinheiten
Aus den Stämmen der Keltiberer wurden zwei römische Auxiliareinheiten aufgestellt:
- Cohors I Celtiberorum
- Cohors I Celtiberorum civium Romanorum